# Culex airozai
Culex airozai är en tvåvingeart som beskrevs av Lane 1945. Culex airozai ingår i släktet Culex och familjen stickmyggor. Inga underarter finns listade i Catalogue of Life.